# Sahak III Bagratouni
Sahak III Bagratouni (en arménien Սահակ Գ Բագրատունի ; mort en 761) est un prince arménien de la famille des Bagratides qui est prince d'Arménie de 755 à 761.

## Biographie
Fils d'un Bagrat Bagratouni, c'est un cousin germain du prince Achot III Bagratouni, prince d'Arménie de 732 à 750. L'élimination des Omeyyades par les Abbassides entraîne la disgrâce d'Achot qui est aveuglé par son ennemi Grigor Mamikonian. Les enfants d'Achot étant encore trop jeunes, Sahak devient nakharar de la maison Bagratouni. En 755, le calife abbasside Al-Mansur le nomme prince d'Arménie. Il meurt en 761, la même année que son cousin Achot l'Aveugle.